# زینب بیگم
زینب بیگم (درگذشتهٔ ۳۱ مه ۱۶۴۰ میلادی) دختر چهارم شاه تهماسب یکم صفوی و یکی از شاهزاده‌های پرنفوذ و قدرتمند دوران صفویه بود. او در زمان سلطنت پنج پادشاه صفوی زندگی کرده و افزون بر داشتن سمت‌های گوناگون از جمله ریاست دستگاه دیوان‌سالاری کشور، در حرم‌سرای سلطنتی نیز برای سال‌های بسیار زن‌سالار بود و گاه به عنوان گزینش‌کنندهٔ شاه عمل می‌کرد. او در اوایل سلطنت شاه صفی (حک. ۱۶۲۹–۱۶۴۹) به اوج قدرت خود رسید. در بسیاری از منابع امروزی از وی به عنوان «تکیه‌گاه اصلی اعتدال و خرد سیاسی دربار صفوی» مورد ستایش قرار گرفته‌است.
نفوذ گستردهٔ زینب بیگم در اواسط دوران حکومت شاه صفی رو به زوال نهاد و او از زمان بازنشستگی تا مرگ زندگی آرام و به دور از حاشیه‌ای را سپری کرد. وی سرانجام در ۳۱ مه ۱۶۴۰ در قزوین درگذشت و در حرم امام رضا در مشهد به خاک سپرده شد. از او چندین بنا، راه، پل و کاروانسرا بر جای مانده‌است. کاروانسرای بیگم (حجیب) در راه قزوین به ساوه از مهم‌ترین آن‌هاست.

## اوایل زندگی

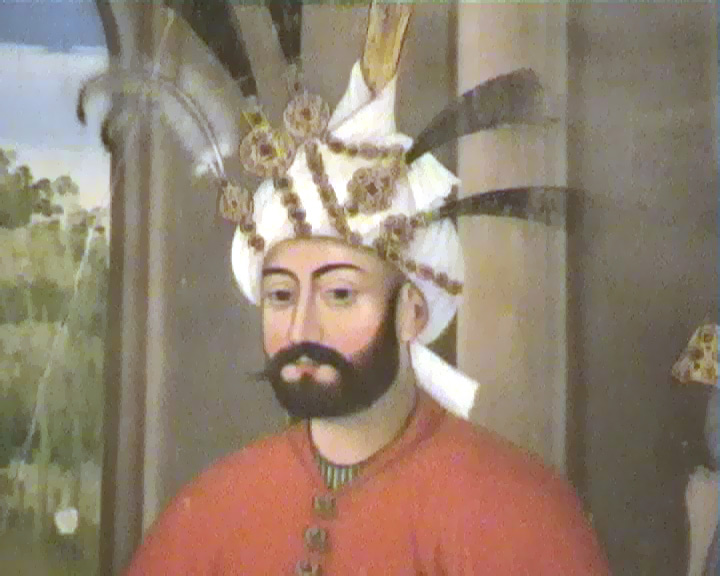
نقاشی تهماسب اول در کاخ چهل‌ستون

زینب بیگم از یکی از همسران گرجی شاه تهماسب به نام حوری‌خان خانم زاده شد. اما تاریخ تولد وی مشخص نیست. زینب بیگم در سن جوانی به عنوان سرپرست (للگی) شاه قلی‌بیگ، یکی از اعضای بلندپایهٔ ایل شاملو قزلباش، گماشته شد. وقتی پدرش در سال ۱۵۷۶ درگذشت و شاه اسماعیل دوم (حک. ۱۵۷۶–۱۵۷۷) جانشین وی شد، زینب با علی‌قلی بیگ شاملو، نوه دورمیش‌خان شاملو، ازدواج کرد. این ازدواج کمی پیش از ۷ دسامبر ۱۵۷۷ انجام شد، اما ظاهراً هرگز به وصال نرسید، چرا که زینب بیگم به زندگی خود در حرمسرای سلطنتی در قزوین، پایتخت صفوی، ادامه داد.
او در حمایت از برادرزاده‌اش حمزه میرزا، که جانشین مسلم بود، نقشی اساسی داشت. بر اساس گزارشی از اسکندر بیگ ترکمان، زینب بیگم در جنگ داخلی که در اواخر دههٔ ۱۵۸۰ در بحبوحهٔ جنگ ایران و عثمانی ۱۵۷۸ تا ۱۵۹۰ کشور را فرا گرفته بود، در راس حرم‌سرای سلطنتی ایستاد. او پس از قتل حمزه میرزا در اواخر سال ۱۵۸۶، مورد پشتیبانی وزیر شخصی‌اش، میرزا لطف‌الله شیرازی، که بعداً وزیر اعظم کشور شد، قرار گرفت. از آن پس، او در دوران جنگ جانشینی که در چند سال آخر عمر شاه محمد خدابنده (حک. ۱۵۷۸–۱۵۸۷) آغاز شده بود، به عنوان یکی از مهم‌ترین حامیان شاهزاده عباس جوان (که بعدها شاه عباس نام گرفت؛ حک. ۱۵۸۸–۱۶۲۹) ظاهر شد.

## تثبیت در بازیگرخانهٔ سیاست

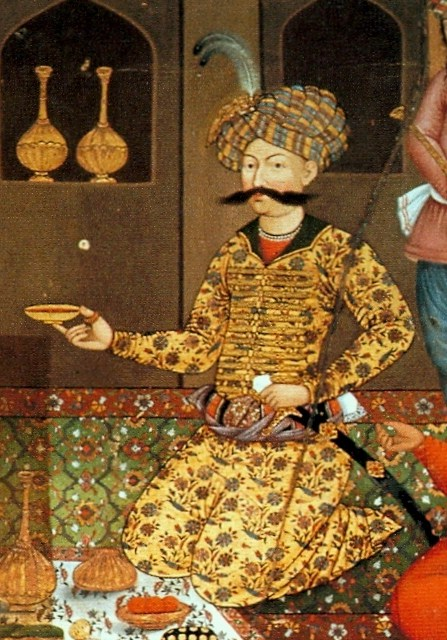
نقاشی شاه عباس در کاخ چهل ستون

زینب بیگم در سال‌های نخست سلطنت شاه عباس، همچنان به عنوان یک پرده‌دار نزدیک باقی ماند و طبق گفته جهانگرد ایتالیایی، پیترو دلاواله، به عنوان مادر رضاعی شاه عمل کرد. زینب بیگم حتی پس از گذشت دو دهه از سلطنت شاه عباس، به عنوان یکی از «مشاوران اصلی» او فعالیت می‌کرد. او همچون گذشته زن‌سالار حرم‌سرا بود و بر تربیت فرزندان شاه عباس نظارت داشت. همچنین به نظر می‌رسد که حاکمان محلی و فرماندهان ارتش از او خواستار مداخله سیاسی به نفع خویش در دستگاه حکومتی شده‌اند.
زینب بیگم در زمان شاه عباس، از نزدیک با امور مختلف اداری بخش تاج (خاصه) در دستگاه دیوان‌سالاری صفوی پیوند داشت. وی در میان سال‌های ۱۵۹۲ تا ۱۵۹۳ و ۱۶۱۳ تا ۱۶۱۴، به عنوان فرماندار بخش تاج کاشان فعالیت می‌کرد و دارای دو دیوان‌سالار بود که به عنوان معاونانش عمل می‌کردند. در طی این سال‌ها وی مالک چندین روستا در حومهٔ جنوبی شهر یزد بوده‌است. این امر به وی امکان داد که در بیشتر دوران حکومت شاه عباس، مالیات سرانه را که به جامعه زرتشتیان این قلمرو تحمیل شده بود، جمع‌آوری کند و آن را برای خود نگه دارد. وی با این پول‌ها، در سال ۱۶۰۱–۱۶۰۲ توانست حداقل یک کاروانسرا را در مسیر اصفهان-کاشان بسازد. یک سال بعد او به سمت مُهردار سلطنتی که احکام امپراتوری را در سراسر کشور صادر می‌کرد، گماشته شد.
او در سال ۱۶۰۵ در طول جنگ ایران و عثمانی ۱۶۰۳ تا ۱۶۱۸، به شاه عباس توصیه کرد که به عثمانی‌ها از سوی صوفیان حمله کند. این کار منجر به یکی از بزرگ‌ترین پیروزی‌های نظامی او شد. او گاهی نیز در «شورای روزمره دولت»، بالاترین نهاد مشورتی کشور، حضور داشت و در سال ۱۶۰۶، تنها زن حاضر در این شورا بود. به گفته دیپلمات پرتغالی آنتونیو دو گوا، «پیداست که او شایسته افتخار و احترام است.» او چندین سال بعد در حدود سال ۱۶۱۲–۱۶۱۱، به عنوان رئیس در میهمانی سلطنتی که به مناسبت ورود ولی محمدخان، حاکم ازبک گرگانج، برپا شده بود، ایستاد. ولی محمدخان به دنبال رخداد جنگ داخلی در خوارزم به قلمروی صفوی گریخته بود.

## افت و صعود دوباره
موقعیت زینب بیگم در سال‌های ۱۶۱۳ و ۱۶۱۴ رو به زوال نهاد. او از حرم‌سرا اخراج و همهٔ مناصبش گرفته شد. سپس وی را به قزوین تبعید کردند تا در حبس خانگی بماند. این رویدادها در میان چندین پاکسازی دیگر از مقامات عالی‌رتبهٔ صفوی و فرماندهان نظامی که در دربار اصفهان حضور داشتند، رخ داد. به گفتهٔ تاریخ‌نگاری به نام فضلی خوزانی، این وضعیت نتیجهٔ اقدامات انجام شده توسط مجتهد برجستهٔ دربار صفوی، میرمحمد باقر داماد (میرداماد)، بود.
حدود چهار سال بعد به زینب بیگم اجازهٔ ورود دوباره به دربار سلطنتی داده شد. پیترو دلاواله در گزارش‌های خود اشاره می‌کند که وی را در در حرم‌سرای سلطنتی اصفهان در سال ۱۶۱۷ دیده‌است. زینب بیگم در بهار سال ۱۶۲۷ توسط شاه عباس دوباره به عنوان رئیس حرم‌سرای سلطنتی در فرح‌آباد و اصفهان گماشته شد. گفته شده که زینب بیگم در دوران آخرین بیماری شاه عباس، با پزشکان دربار ارتباطی نزدیک و مسئولیت نظارت بر درمان وی را در فرح‌آباد بر عهده داشته‌است. وی در هنگام درگذشت شاه عباس در صبح ۱۹ ژانویه ۱۶۲۹، شخصاً بر انتقال کالبدش از فرح‌آباد به کاشان و همچنین تدارکات انتقال حرم‌سرای سلطنتی از فرح‌آباد به اصفهان، نظارت داشت.
گرچه زینب بیگم در زمان شاه عباس از اعتبار، اقتدار و نفوذ بسیار برخوردار بود، اما در واقع در طی چند سال اول حکومت جانشین وی، شاه صفی (حک. ۱۶۲۹–۱۶۴۲)، به اوج نفوذ و قدرت خود رسید. مطابق تواریخ درباری معاصر، وی نقش مهمی در متقاعد کردن شاه عباس در بستر مرگ خود برای برگزیدن نوه‌اش سام میرزا (که بعداً شاه صفی نامیده شد) به عنوان جانشین سلطنت داشت. زینب بیگم در چند ماه اول سلطنت شاه صفی، در راس نهاد اداری روزمره کشور می‌ایستاد و بر مدیریت کشور کنترل کاملی داشت. در همان سال وی در طول جنگ ایران عثمانی در سال‌های ۱۶۲۳ تا ۱۶۳۹ شاه صفی را همراهی کرد.

## اواخر زندگی و مرگ

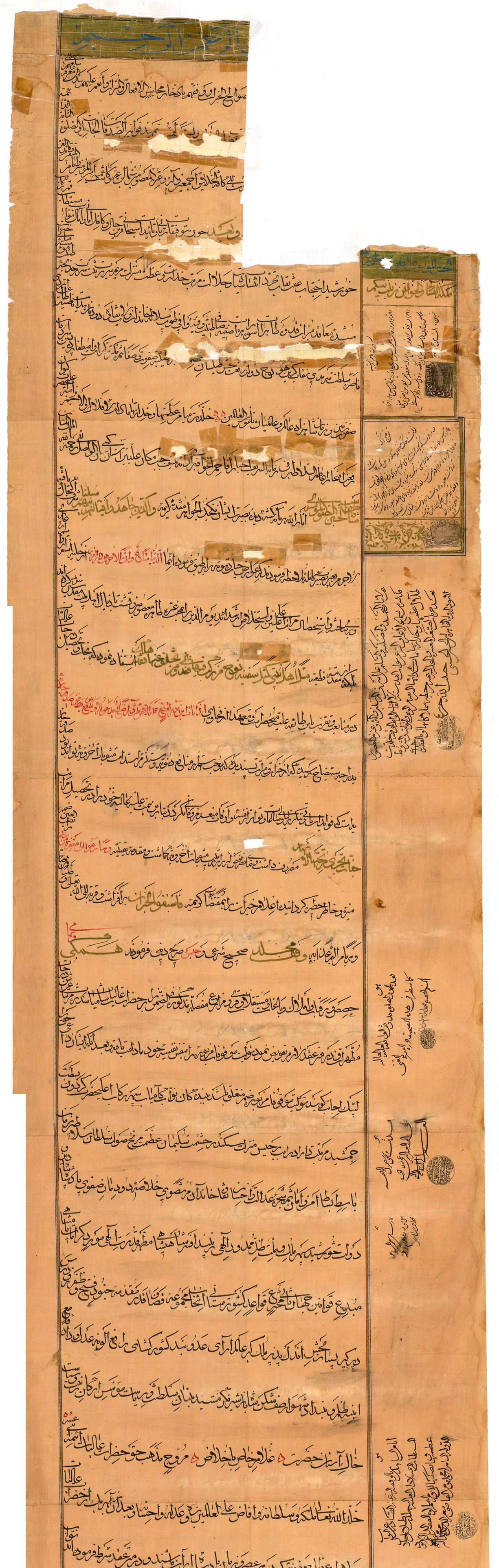
وصیت‌نامهٔ زینب بیگم، نوشته شده در سال ۱۶۲۹

شاه صفی با آغاز پاکسازی‌های گستردهٔ خونینی، زینب بیگم را در ۱۲ فوریه ۱۶۳۲ از دربار اخراج و او را به قزوین روانه کرد. این پایانی بر موقعیت درخشان و ممتاز زینب بیگم بود. طبق گزارشی معاصر، وی روزهای آخر عمر خود را در اصفهان گذرانده‌است. او از زمان بازنشستگی تا مرگ زندگی آرام و دور از حوادث سیاسی نامشخص و خطرناک را گذراند و هنوز هم از دارایی‌های گسترده او بازمانده است. دلارام خانم، بیوه محمدباقر میرزا، به عنوان زن‌سالار حرم‌سرای سلطنتی، جانشین وی شد. زینب بیگم سرانجام در ۳۱ مه ۱۶۴۰ در قزوین درگذشت و در حرم امام رضا در مشهد به خاک سپرده شد.

## میراث

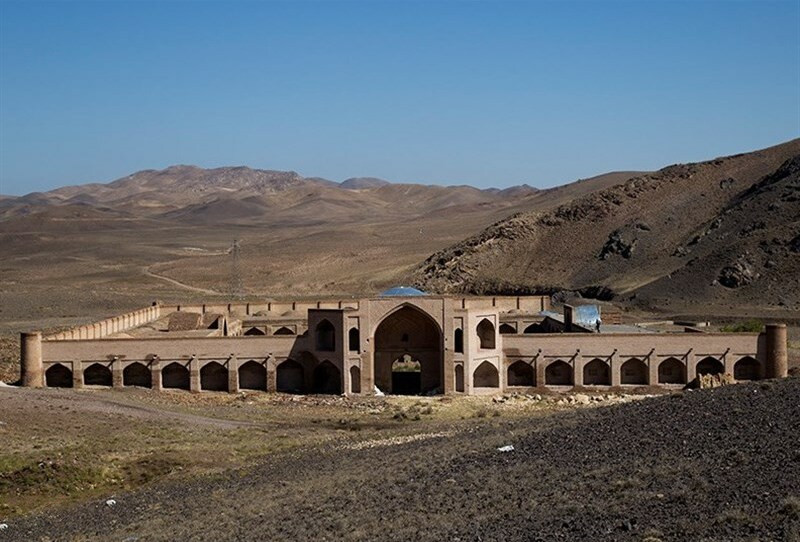
کاروانسرای بیگم در نزدیکی بوئین‌زهرا

زینب بیگم از مهم‌ترین زنان واقف دورهٔ صفوی بود. از او بناها، راه‌ها، پل‌ها و کاروانسراهایی بر جای مانده‌است. کاروانسرای بیگم (حجیب) در راه قزوین به ساوه از مهم‌ترین آن‌هاست. دلاواله می‌گوید او مراقب بود که تمام ملزومات زندگی در این کاروانسرا بی‌نقض باشد. این کاروانسرا با بناهای الحاقی‌اش از جمله دو باغ، دو آب‌انبار، یک گرمابه و یک جویبار، یکی از بهترین و بزرگ‌ترین کاروانسراهای کشور به‌شمار می‌آمده‌است. اسکندر بیگ او را زنی خیّر و بلندنظر در طول حیاتش معرفی می‌کند و اظهار می‌کند که بازار امیرچخماق یزد وقف مزار او شده‌است.
مدرسه‌ای نیز به نام زینب بیگم در نزدیکی محلهٔ چرخاب و چهار سوی اصفهان ساخته شده بود که پس از ویرانی، از مصالحش در بنای مسجد رحیم‌خان بهره بردند. حمام سه‌سوق نیز در اصفهان توسط این بانو وقف شده بود. گرمابه‌ای در نزدیکی بازار مشهد نیز به نام او بنا شده بود که در سال ۱۳۵۴ در هنگام توسعهٔ حرم، خراب شد. وقف‌نامهٔ بخشی از روستای خلازیر در جنوب تهران امروزی به نام او موجود است.

## برای مطالعهٔ بیشتر
- Moreen, Vera B. (2010). "Zaynab Begum".  In Norman A. Stillman (ed.). Encyclopedia of Jews in the Islamic World. Brill Online.